# Gaio Fulvio Flacco
Gaio Fulvio Flacco  (latino: Gaius Fulvius Flaccus) (fl. II secolo a.C.) è stato un politico romano.

## Biografia
Flacco fu eletto console nel 134 a.C. con Publio Cornelio Scipione Emiliano; gli fu affidato il comando dell'esercito impegnato in Sicilia a domare la rivolta degli schiavi, che già da due anni sconvolgeva l'isola senza alcun risultato positivo per Roma.
In ogni caso non sembra che Flacco riuscì ad ottenere successi di una qualche importanza .